# Деревня (фильм, 1984)
«Дере́вня» (англ. Country) — кинофильм.

## Сюжет
Джевелл и Гил — фермеры, но финансовый кризис и неурожай приводят их ферму к краху. Правительство грозит отнять у них землю, но Джевелл находит в себе силы для борьбы.

## В ролях
- Джессика Лэнг — Джевелл Айви
- Сэм Шепард — Гил Айви
- Уилфорд Бримли — Отис
- Мэтт Кларк — Том Макмуллен
- Тереза Грэм — Марлен Айви
- Леви Л. Кнебел — Карайсл Айви
- Джим Хейни — Арлон Бревер
- Сандра Сикет[англ.] — Луиза Бревер
- Алекс Харви — Фордайс

## Награды и номинации

### Номинации
- 1985 — Оскар — Лучшая женская роль — Джессика Лэнг
- 1985 — Золотой глобус — Лучшая актриса в драматическом фильме — Джессика Лэнг
- 1985 — Young Artist Award — Лучшая актриса второго плана в мюзикле, комедии, приключенческом или драматическом фильме — Тереза Грэхем

## Интересные факты
- Второй фильм, в съёмках которого приняла участие компания Touchstone Pictures.